# 草薙站 (靜岡鐵道)

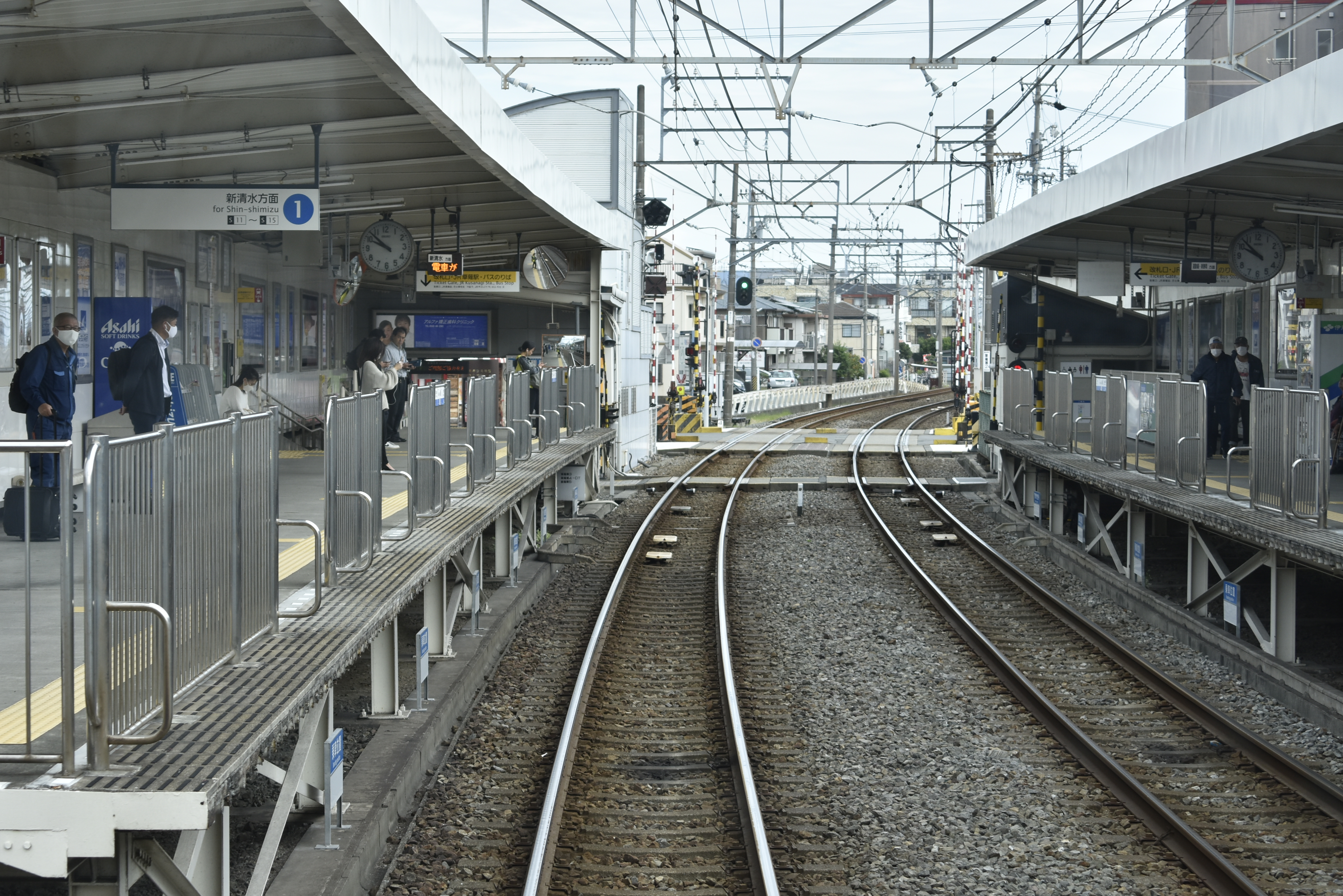
月台（2020年10月）

草薙站（日语：／ Kusanagi eki */?）是位於靜岡縣靜岡市清水區草薙，屬於靜岡鐵道的靜岡清水線車站。車站編號為S10。本站鄰近東海道本線草薙站（3分鐘步行距離），是靜岡清水線各站中最接近草薙站的車站。

## 歷史
- 1908年（明治41年）12月9日 - 車站啟用。
- 1992年（平成4年）9月1日 - 設置自動閘機（日语：自動改札機）[1]。

在1996年（平成8年）3月31日前，此站曾經是急行停車站。

## 車站構造
本站是地面車站，設有2面2線的相對式月台。上行月台平交道後方設有多用途廁所，在驗票閘口內設有男女分開的廁所（智能馬桶座）。乘客可向車站職員聯絡（在早上和晚間需使用對講機，並遵循指示前往閘外廁所）以便可以使用閘口外的多用途廁所（在自動售票機上設有象形圖）。

### 月台
| 月台 | 路線        | 上下行 | 方向             |
| ---- | ----------- | ------ | ---------------- |
| 1    | ●靜岡清水線 | 下行   | 櫻橋、新清水方向 |
| 2    | ●靜岡清水線 | 上行   | 長沼、新靜岡方向 |

## 使用狀況
由於在新靜岡和新清水兩站轉乘東海道本線時需要步行一定距離，相比此站轉乘東海道本線草薙站比較接近，因此此站較多乘客使用。
根據「靜岡市統計書」，2018年度一日平均乘車人次為3,934人，下車人次為3,867人。以上落人次比較，於靜岡清水線15座車站中排名第2。以下為近年上落人次列表：
| 年度               | 1日平均上落人次 | 1日平均上落人次 | 1日平均上落人次 |
| 年度               | 上車人次        | 落車人次        | 合計            |
| ------------------ | --------------- | --------------- | --------------- |
| 2002年（平成14年） | 3,617           | 3,718           | 7,335           |
| 2003年（平成15年） | 3,663           | 3,718           | 7,334           |
| 2004年（平成16年） | 3,646           | 3,724           | 7,370           |
| 2005年（平成17年） | 3,861           | 3,721           | 7,582           |
| 2006年（平成18年） | 3,749           | 3,815           | 7,564           |
| 2007年（平成19年） | 3,694           | 3,739           | 7,433           |
| 2008年（平成20年） | 3,693           | 3,675           | 7,368           |
| 2009年（平成21年） | 3,450           | 3,411           | 6,861           |
| 2010年（平成22年） | 3,629           | 3,224           | 6,853           |
| 2011年（平成23年） | 3,668           | 3,398           | 7,066           |
| 2012年（平成24年） | 3,575           | 3,454           | 7,029           |
| 2013年（平成25年） | 3,519           | 3,411           | 6,930           |
| 2014年（平成26年） | 3,542           | 3,454           | 6,996           |
| 2015年（平成27年） | 3,575           | 3,507           | 7,082           |
| 2016年（平成28年） | 3,674           | 3,627           | 7,301           |
| 2017年（平成29年） | 3,797           | 3,755           | 7,552           |
| 2018年（平成30年） | 3,934           | 3,867           | 7,801           |

## 車站周邊
- 草薙站 - 東海旅客鐵道（JR東海）東海道本線 ※在此站啟用17年後才啟用。
- 靜岡銀行總部
- 靜岡慈幼高等學校·中學（日语：静岡サレジオ中学校・高等学校）·小學（日语：静岡サレジオ小学校）
- 南幹線（日语：静岡県道407号静岡草薙清水線）
- 常葉大學（日语：常葉大学）靜岡草薙校園
- 靜岡縣立大學
- 「思考犬」
- 魚新（日语：柴田恭兵）
- 草薙神社#大鳥居（日语：草薙神社#大鳥居）

## 相鄰車站
靜岡鐵道
 S  靜岡清水線
■通勤急行
古庄（S07）←草薙（S10）←御門台（S11）
■急行
縣綜合運動場（S08）→草薙（S10）→御門台（S11）
■普通
縣立美術館前（S09）－草薙（S10）－御門台（S11）

## 注腳
1. ↑  . 交通新聞 (交通新聞社). 1992-09-04: 1 （日语）.
2. 1 2  月台方向表示採用靜鐵官方網站中此站的「時間表」為準
3. ↑  静岡市統計書 （页面存档备份，存于）（日語） - 靜岡市

## 外部連結
- 時間表、沿線資訊 - 草薙站 （页面存档备份，存于）（日語） - 靜鐵集團